# Marie Colardeau
Marie-Josèphe Paule Julianne le Vigoureux de Kermorvan (Saint-Pierre, Reunión, 30 de abril de 1907- 20 de enero de 1996), conocida como Marie Colardeau, fue una feminista francesa y la primera abogada del territorio francés de ultramar de Reunión.

## Biografía
La familia de Marie Colardeau procedía de una antigua nobleza del Franco Condado, hija del alcalde de Saint-Pierre, Charles-Louis-Victor le Vigoureux de Kermorvan.En 1937 se casó con el político Fernand Colardeau.Murió a los 88 años en 1996 en Saint-Denis, Reunión.

### Carrera profesional
Proveniente de una familia de procuradores y abogados, estudió Derecho y se licenció en 1929. En 1930 se convirtió en la primera abogada de Reunión.El 29 de mayo de 1931, fue  la primera mujer en prestar juramento de abogada en la Reunión y, más ampliamente, en los territorios franceses de ultramar.